# Stor-Kotjärnen
Stor-Kotjärnen är en sjö i Vindelns kommun i Västerbotten och ingår i Sävaråns huvudavrinningsområde.